# Jacaena angoonae
Espèce
Jacaena angoonae est une espèce d'araignées aranéomorphes de la famille des Liocranidae.

## Distribution
Cette espèce est endémique de Thaïlande,. Elle se rencontre dans le parc national de Huai Nam Dang entre les provinces de Mae Hong Son et de Chiang Mai vers 1 930 m d'altitude sur le Doi Chang.

## Description
La femelle holotype mesure 7,5 mm.

## Étymologie
Cette espèce est nommée en l'honneur d'Angoon Lewvanich.

## Publication originale
- Dankittipakul, Tavano & Singtripop, 2013 : Revision of the spider genus Jacaena Thorell, 1897, with descriptions of four new species from Thailand (Araneae: Corinnidae). Journal of Natural History, vol. 47, no 23/24, p. 1539-1567.